# Jan VIII Paleolog
Jan VIII Paleolog (gr. Ιωάννης Η' Παλαιολόγος) (ur. 17/18 grudnia 1392, zm. 31 października 1448 w Konstantynopolu) – najstarszy syn Manuela II. Cesarz bizantyński od 21 lipca 1425 roku.

## Życiorys
Tron objął po śmierci ojca. Już wcześniej Manuel uczynił Jana współrządcą (1408 rok), a 19 stycznia 1421 roku koronował. W związku z chorobą ojca i pobytem w klasztorze na Janie spoczywała odpowiedzialność za rządy w Cesarstwie. W 1421 wmieszał się w konflikt o tron wśród Osmanów, a rok później kierował obroną Konstantynopola przed nimi. Stolica Cesarstwa nie została zdobyta, ale Jan VIII musiał uznać się wasalem sułtana i oddać część ziem.
Porażki terytorialne i polityczne w Azji Mniejszej odbił sobie na Peloponezie. W 1427 roku usunął Karola I Toccę, zajmując praktycznie cały Peloponez. Jednak w 1430 Turcy zajęli Tesalonikę. Wtedy w związku z zagrożeniem tureckim Jan VIII zaangażował się w plan przeprowadzenia unii Kościołów, która miała zapewnić Bizancjum stałą pomoc wojskową papiestwa i Zachodu.
W 1438 roku przybył do Włoch wraz z patriarchą Józefem II i po długich negocjacjach na soborze we Florencji cesarz podpisał akt unii uznając dogmaty Kościoła katolickiego oraz władzę papieża. Plan z zawarciem unii się nie powiódł, gdyż rachuby Jana VIII były błędne, a akt podpisania unii spowodował więcej szkód niż pożytku. Bizantyńczycy nie chcieli wyrzec się swojej wiary i podporządkować papieżowi, a Zachód nie miał zamiaru ratować Bizancjum. W dodatku od Konstantynopola odwróciła się Ruś.
Jan VIII widząc fiasko swoich kilkuletnich starań nie ogłosił unii po powrocie do Konstantynopola. Wieść jednak o odstępstwie z jego strony wywołała w Cesarstwie wrogie nastroje przeciwko niemu. Nieudaną próbę przejęcia władzy podjął jego brat Demetriusz II Paleolog.
W tym czasie klęską zakończyła się wyprawa przeciwko Turkom Władysława III. Była to ostatnia – za czasów istnienia Bizancjum – próba podjęta przez chrześcijański świat Zachodu przeciwstawienia się ekspansji tureckiej. Jan VIII po poniesionych porażkach politycznych nie podejmował już aktywnych działań na arenie międzynarodowej. Zmarł 31 października 1448 roku, mając 56 lat.
Żonaty był trzykrotnie: z Anną, córką wielkiego księcia moskiewskiego Wasyla I w 1414, Zofią, córką markiza Montferratu w 1421 oraz Marią Komneną, córką Aleksego IV cesarza Trapezuntu w 1427 roku. Nie miał szczęścia w małżeństwie, gdyż pierwsza żona zmarła w 1417 roku, mając 24 lata. Była rok młodsza od Jana VIII. Małżeństwo z Zofią było nieudane aż Jan oddalił ją w sierpniu 1426 roku z powodu jej brzydoty. Rok później pojął za żonę Marię Komnenę, znaną ze swej urody. Ta jednak zmarła w 1439 roku.
Jako następcę na tronie bizantyńskim wyznaczył swojego brata Konstantyna XI.